# امامزاده بابا احمد وگورستان پیرامون
امامزاده بابا احمد وقبرستان پیرامون مربوط به دوره صفوی است و در لالی، تنگه بابا احمد واقع شده و این اثر در تاریخ ۱۱ دی ۱۳۸۰ با شمارهٔ ثبت ۴۶۸۲ به‌عنوان یکی از آثار ملی ایران به ثبت رسیده است.